# Chris Sawyer (programador)
Chris Sawyer (27 de octubre de 1967) es un desarrollador de videojuegos muy conocido por sus trabajos en RollerCoaster Tycoon, RollerCoaster Tycoon 2 y Transport Tycoon. También ha participado en otros proyectos como Elite Plus para IBM PC. Sawyer ha sido consultor en el desarrollo de RollerCoaster Tycoon 3.
Últimamente, Sawyer ha puesto su interés en lo que ha llamado "el sucesor espiritual de Transport Tycoon", Chris Sawyer's Locomotion, el cual no ha sido un gran éxito.
Sawyer recientemente ha denunciado a Atari, al que se reclama el pago de ciertos royalties.